# Molly Picon
Molly Picon (Yiddish: מאָלי פּיקאָן; nascuda Malka Opiekun; 28 de febrer de 1898 – April 5, 1992) va ser una actriu nord-americana de teatre, cinema, ràdio i televisió, així com lletrista i narradora dramàtica.
Va començar la seva carrera al cinema i el teatre yiddish, convertint-se en una estrella, abans de passar a papers de personatges en produccions en anglès.

## Biografia
Picon va néixer Malka Opiekun (anglicitzada primer a Pyekoon, després Picon). La família va començar a viure a Filadèlfia, Pennsilvània, quan ella tenia tres anys.

### Carrera
Picon es va convertir en una estrella del Yiddish Theatre District, actuant en obres al Districte durant set anys. Picon va ser tan popular a la dècada de 1920, molts programes tenien el seu nom adoptiu, Molly, en el seu títol. El 1931, va obrir el Molly Picon Theatre.

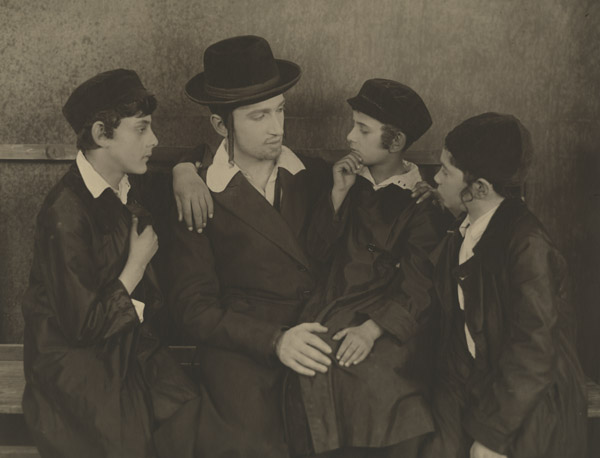
Jacob Kalich (segon des de l'esquerra), el marit de Picon, a l'obra de comèdia Mezrach und Maarev, 1921

Picon va aparèixer en moltes pel·lícules, començant per pel·lícules mudes. Les seves primeres pel·lícules es van fer a Europa; entre les primers (i les primeres que van sobreviure), va ser East and West, en llengua yiddish, una adaptació cinematogràfica de l'obra de teatre de 1921 Mezrach und Maarev produïda a Viena el 1923. La pel·lícula representa un xoc entre les cultures jueves del Nou i el Vell Món. cultures. Interpreta una filla nascuda als Estats Units que viatja amb el seu pare a Galítsia, a l'Europa central oriental.
El 1934, Picon va fer un programa de ràdio de comèdia musical, The Molly Picon Program , emès per WMCA a la ciutat de Nova York. El 1938, va protagonitzar un altre programa de ràdio a WMCA, I Give You My Life. Aquell programa "combinava música i episodis dramàtics que pretenien ser la història de la seva vida". Dos anys més tard, va protagonitzar Molly Picon's Parade, un programa de varietats a WMCA.
Picon va fer el seu debut en anglès als escenaris el 1940. A Broadway, va protagonitzar el musical de Jerry Herman Milk and Honey el 1961, que li va valdre una nominació al Premi Tony com a millor actriu de musical. El 1966, va abandonar el desastrós Chu Chem durant les preestrenes a Filadèlfia; l'espectacle es va tancar abans d'arribar a Broadway.

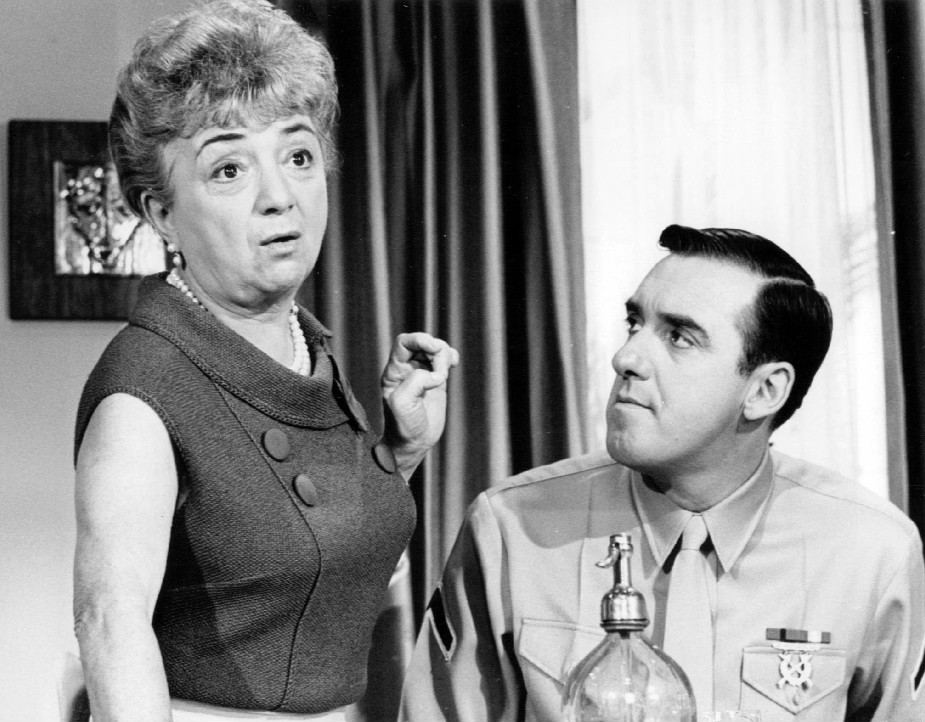
Picon i Jim Nabors a Gomer Pyle USMC (1968)

Picon va participar una mica a la pel·lícula de 1948 The Naked City com la dona que dirigeix un quiosc de premsa i una font de refresc cap al clímax de la pel·lícula. El seu primer paper anglofòn important a les pel·lícules va ser a la versió cinematogràfica de Come Blow Your Horn (1963), amb Frank Sinatra. Un dels seus papers cinematogràfics més coneguts va ser el de Yente la Matrimoniera a l'adaptació cinematogràfica de 1971 de l'èxit de Broadway Fiddler on the Roof.
Picon va aparèixer com Molly Gordon en un episodi de Gomer Pyle, USMC de la CBS, i va tenir un paper recurrent com a senyora Bronson a la comèdia policial de la NBC Car 54, Where Are You?. A la comèdia For Pete's Sake (1974), va aparèixer com una madam ("Mrs. Cherry") que organitza una etapa desastrosa per a Barbra Streisand en una feina com a noia de companyia. Més tard va tenir papers televisius com Mother Mishkin al tercer episodi de Vega$, un paper a la telenovel·la Somerset i va aparèixer en alguns episodis de The Facts of Life l' àvia de Natalie. El paper final de Picon va ser com la mare de Roger Moore a les comèdies Cannonball Run i la seva seqüela Cannonball Run II el 1981 i 1984, respectivament.

### Llibres
Picon va escriure So Laugh a Little (1962), una biografia sobre la seva família. El 1980, va publicar la seva autobiografia, Molly!.

### Vida personal
Picon va estar casada amb l'actor i dramaturg Yankel (Jacob) Kalich des de 1919 fins a la seva mort per càncer el 1975. No van tenir fills.

## Llegat
- Una habitació sencera es va omplir amb els seus records al Second Avenue Deli de la ciutat de Nova York (la ubicació de la Segona Avinguda ara està tancada), i ara es troba al 162 E. 33rd St., on els records de Picon adornen les parets.[9]
- El New Century Theatre, un antic teatre legítim de Broadway al 932 Seventh Avenue i West 58th Street a Midtown Manhattan (des de llavors tancat i enderrocat), va ser conegut breument com el Molly Picon Theatre el 1943.[10]
- Va ser incorporada al Saló de la Fama del Teatre Americà el 1981.[11]
- Picon Pie, una obra biogràfica, es va presentar a l'Off-Broadway del 2004 al 2005.[12]
- El 2007, va aparèixer a la pel·lícula Making Trouble, un homenatge a les còmics jueves, produïda pel Jewish Women's Archive.[13]
- Els vestits que va portar en diverses produccions teatrals es mostren al Museu Nacional d'Història dels Jueus d'Amèrica a Filadèlfia.

## Filmografia
| Any       | Títol                      | Paper                     | Notes                                                            |
| --------- | -------------------------- | ------------------------- | ---------------------------------------------------------------- |
| 1922      | Look After Your Daughters  |                           |                                                                  |
| 1923      | East and West              | Mollie                    | [ 14 ]                                                           |
| 1936      | Yiddle with His Fiddle     | Itke aka Judel            |                                                                  |
| 1937      | Let's Make a Night of It   | Specialty Act             | Uncredited                                                       |
| 1938      | Mamele                     | Khavtshi Samet aka Mamele |                                                                  |
| 1948      | The Naked City             | Soda-Selling Shopkeeper   | Uncredited                                                       |
| 1959      | Startime                   | Sarah Rabinowitz          | Episode: "The Jazz Singer", a TV production starring Jerry Lewis |
| 1961-1963 | Car 54, Where Are You?     | Mrs. Rachel Bronson       | 3 episodes                                                       |
| 1968      | Gomer Pyle, U.S.M.C.       | Molly Gordon              | 1 episode                                                        |
| 1963      | Come Blow Your Horn        | Mrs. Sophie Baker         |                                                                  |
| 1971      | El violinista a la teulada | Yente                     |                                                                  |
| 1974      | For Pete's Sake            | Mrs. Cherry               |                                                                  |
| 1975      | Murder on Flight 502       | Ida Goldman               |                                                                  |
| 1979      | That's Life                |                           |                                                                  |
| 1981      | The Cannonball Run         | Mom Goldfarb              |                                                                  |
| 1984      | Cannonball Run II          | Mom Goldfarb              |                                                                  |